# یواس‌اس اسپارتان (اس‌پی-۳۳۶)
یواس‌اس اسپارتان (اس‌پی-۳۳۶) (به انگلیسی: USS Spartan (SP-336)) یک کشتی بود که طول آن ۱۰۵ فوت ۱۰٫۸ اینچ (۳۲٫۲۷۸ متر) بود. این کشتی در سال ۱۹۱۲ ساخته شد.